# Сибелиус (поезд)
«Сибе́лиус» (фин. Sibelius) — пассажирский поезд Финских железных дорог, курсировавший по маршруту Хельсинки — Санкт-Петербург (фирменный поезд № 35/36 «Сибелиус» по российской классификации) c 30 мая 1992 года до 11 декабря 2010 года. Заменен на фирменные скоростные поезда «Аллегро».

## Общая информация
Название поезд получил в честь финского композитора Яна Сибелиуса.
В первый рейс поезд отправился 30 мая 1992 года.
Во главе поезда «Сибелиус» находится локомотив ЧС6-010
С 2003 по 2006 год поезд отправлялся с Ладожского вокзала Санкт-Петербурга. В остальное время — с Финляндского.
Время в пути — порядка шести часов по состоянию на 2008 год. Отправлялся ежедневно, кроме 24 и 25 декабря. Стоимость проезда — от 50 евро. Существовала возможность приобретения абонемента.

11 декабря 2010 года «Сибелиус» совершил свой последний рейс, отправившись с Финлядского вокзала. Ему на смену пришел высокоскоростной поезд «Allegro». 

Маршрут поезда: 
- Финляндский вокзал
- Выборг
- Вайниккала
- Коувола
- Лахти
- Тиккурила
- Пасила
- Хельсинки

## Оснащение
Все вагоны поезда с местами для сидения (один вагон оборудован кондиционерами — называется «экстра-класс»). Также в состав были включены: вагон-бар, багажный и вагон электроснабжения для питания систем кондиционирования и отопления, а также для открытия и закрытия дверей вагонов.